# تارتارو-کانال‌بیانکو-پو دی لوانته
تارتارو-کانال‌بیانکو-پو دی لوانته (به انگلیسی: Tartaro-Canalbianco-Po di Levante) رودخانه‌ای به‌طول ۱۴۷ کیلومتر (۹۱ مایل) است که در ایتالیا جریان دارد.